# Кускусоварка

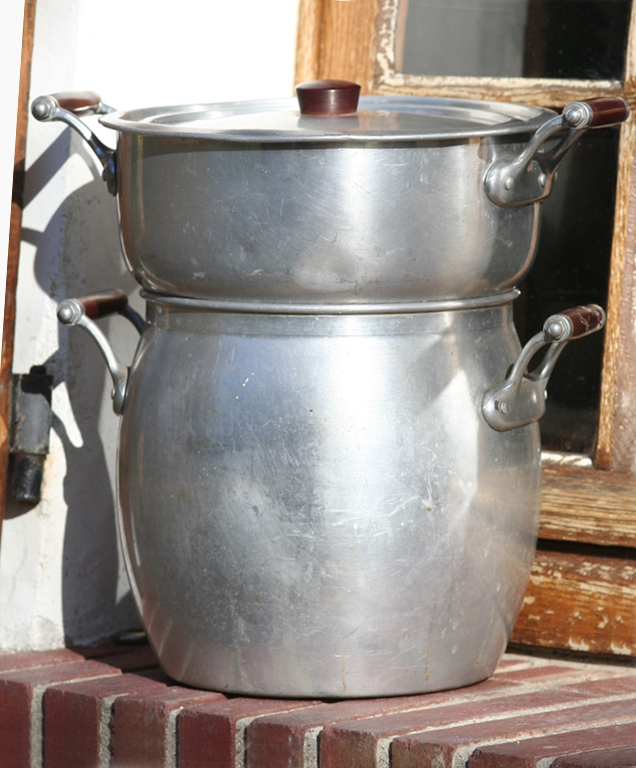
Кускусоварка

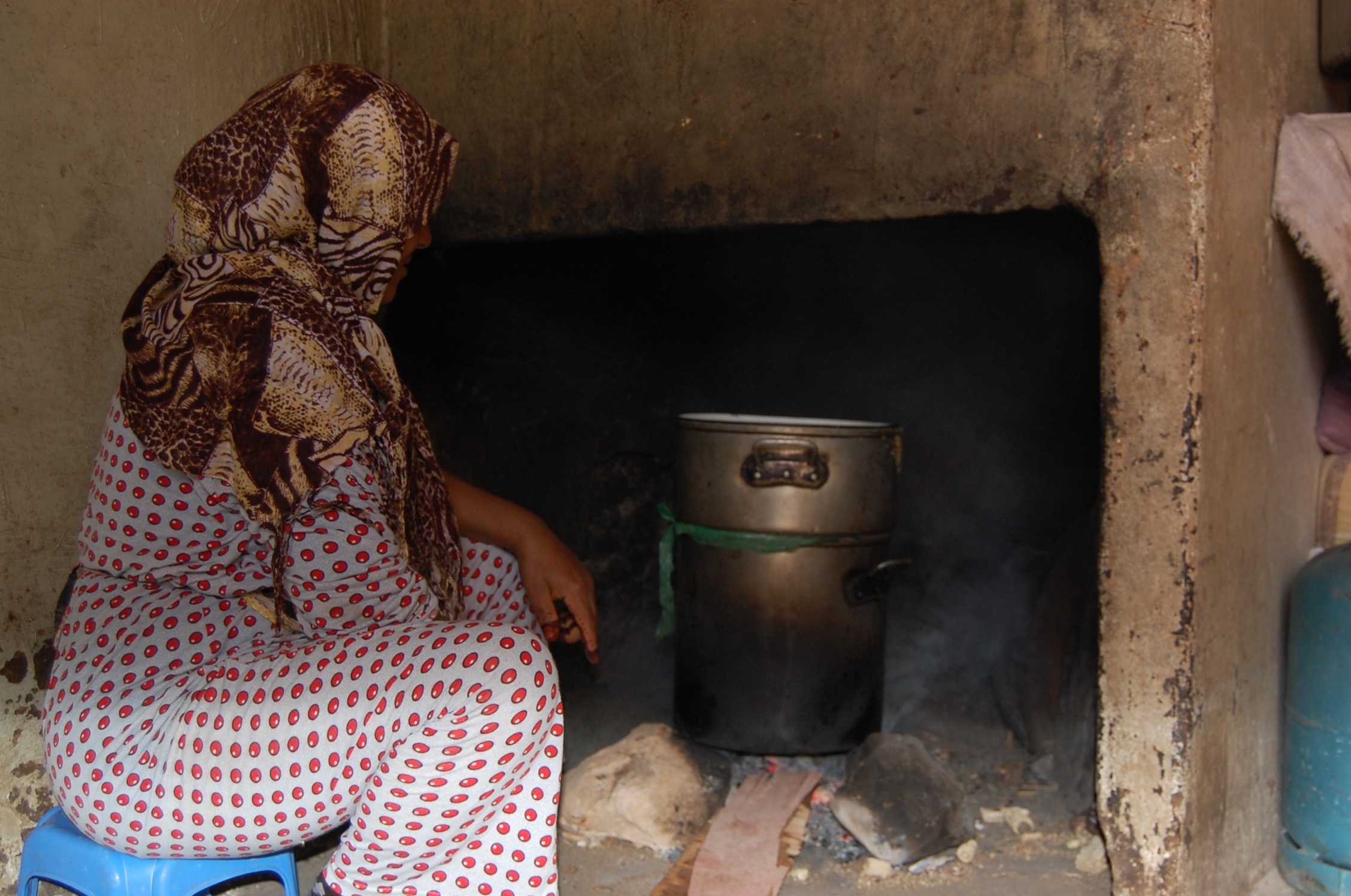
Традиционное приготовление кускуса

Кускусова́рка, куску́сница — посуда, предназначенная для приготовления на пару кускуса — особым образом обработанных пшеничных зёрен (стмида). Это блюдо имеет берберское происхождение, а впоследствии оно получило распространение в странах Магриба, других мировых кухнях (в частности, арабской, средиземноморской). Кускусница состоит из двух частей, вставленных одна в другую. Большая, представляет собой котелок, помещаемый непосредственно на источник тепла, а вторая имеет дно со множеством мелких отверстий и закрывается крышкой. В верхнюю часть насыпается крупа, которая готовится от пара, образуемого от готовки бульона (марга) на основе мяса, овощей в нижней части конструкции. В том случае, если верхняя часть посуды обладает дырочками большими по диаметру, чем крупа, то на её дно укладывают кусок материи.
Считается, что первоначально крупу готовили на куске ткани, который помещали на горшок при приготовлении бульона. Ранее в качестве посуды для кускуса применялись простые глиняные котелки, сосуды в виде корзинок, сплетённые из растений (ковыль) с небольшими дырочками. В настоящее время при изготовлении кускусоварок используются алюминий, нержавеющая сталь.
Блюдо возникло и распространилось в засушливых районах Африки, что связывают с тем, что несмотря на трудоёмкость ручной обработки круп, это позволяет получить более нежный и вкусный продукт, чем просто необработанное, толчёное зерно и сэкономить топливо при варке. Относительно времени возникновения кускуса и посуды для его приготовления существует несколько точек зрения. По мнению некоторых исследователей, к таким сосудам можно отнести находки в могилах III века до н. э., относимые к периоду берберских королей Нумидии, в городе Тиарет (современный Алжир). Сосуды для варки кускуса, датируемые XII веком, были найдены в руинах деревни Игилиз, расположенной в долине Су, в современном центральном Марокко.
Компоненты для кускуса можно готовить отдельно, например, в восточных кухнях для этого используют таджин — специальную посуду для приготовления одноимённого блюда. После того как мясо и овощи дошли до готовности в таджине, туда добавляют готовый кускус и в этой же посуде блюдо подаётся на стол. В арабской кухне кускусоварка известна как борма, в некоторых странах название происходит от французской формы — кускусье (couscoussier). Кускусницу можно заменить использовав кастрюлю, сверху который устанавливается дуршлаг с мелкими отверстиями.